# 지굴룝스크
지굴룝스크(러시아어: Жигулёвск)는 볼가강에 접해 있는 사마라주의 도시이다. 인구는 4만8,800명(2003)이다. 1952년 2월 22일에 도시로 등록되었다.

## 기후
- 강수량; 440 mm
- 평균기온; +3,6°С;
- 1월 기후; −13°С;
- 7월 기후; +20,3°С.